# شاي كويتي
الشاي الكويتي له عدة أنواع ذات أطعمة مختلفة، يمكن شربه في أي وقت وهناك أوقات مميزة يقدم فيها، ويكون الشاي الكويتي ذو طعم مميز عن باقي أنواع الشاي.

## شاي القرفة الحلو
في العادة يتم تقديم هذا الشاي مع وجبة الإفطار. يتم إعداد الشاي عن طريق وضع الماء في غلاية مع عيدان القرفة والسكر. عندما يكون الشاي جاهزًا، يتم تقديمه مع المكسرات أو الفواكه المجففة أو التمر. 

## شاي الزعفران والهيل
نوع آخر من الشاي الكويتي وهو شاي الزعفران والهيل. عادة ما يتم تقديم هذا الشاي بعد الغداء. أو للضيوف في المنزل.